# Bart&Baker

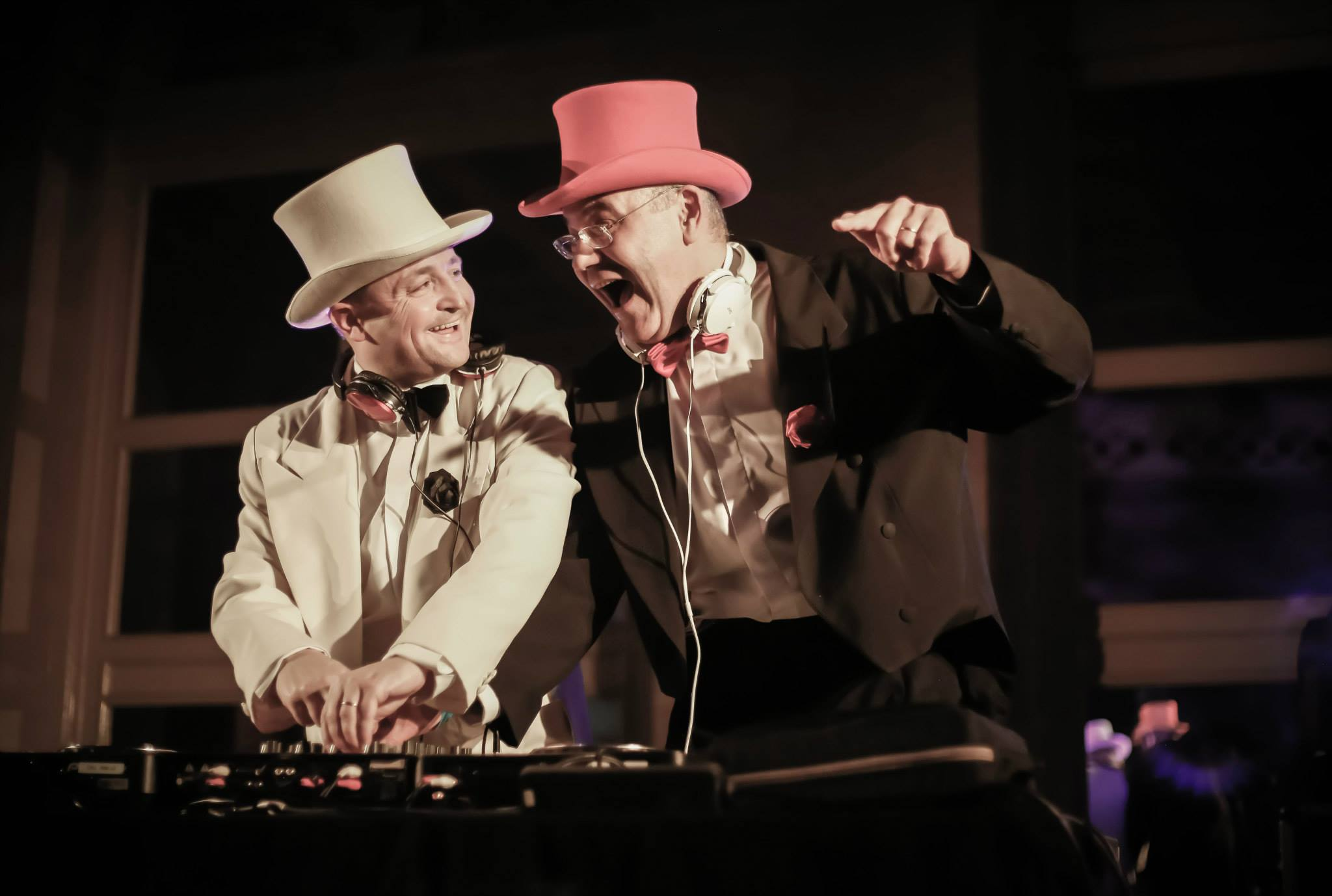
Bart&Baker lors du Bal de la Bourse 2014 organisé par l'Association Air 2 Fête

Bart&Baker sont deux disc jockeys français, producteurs et auteurs-compositeurs-interprètes de musique électronique de style electro-swing, electro-jazz et deep house. Formé en 2007, le duo est actuellement distribué par Wagram Music.

## Biographie
Selon une interview accordée au journal 20 minutes en avril 2010, le duo expliquait s'être rencontrés en 1999 et avoir choisi de prendre des pseudonymes. Jo Baker a choisi le sien en hommage à Joséphine Baker amie de sa mère, la musicienne classique Majoie Hajary. Pour Bart Sampson, le lien est plus trivial et ramène au héros de cartoon Bart Simpson. 
Le duo a commencé sa carrière en 2007 et s'est tout d'abord produit dans de nombreux lieux parisiens comme La Machine du Moulin Rouge, L'Elysées Biarritz, La Flèche d'or, Le Divan du Monde, le Crazy Horse ou le Balajo.[réf. nécessaire]
La rencontre avec le label Wagram Music en 2010 leur a permis de concevoir la compilation Swing Party qui sera suivie d'une vingtaine d'autres. À partir de 2011, ils commencent la production puis l'écriture d'une centaine de titres dont plus d'une trentaine en qualité d'auteur compositeur.
Comme ils l'expliquent dans une interview parue en avril 2016 sur le site Moveon Mag, leur musique se prête particulièrement aux publics férus des ambiances rétro, vintage et burlesque.
Ils sont plus particulièrement remarqués pour la série Electro Swing parue chez Wagram Music entre 1999 et 2016, qui est devenue la référence du genre en France et dans le monde.

## Discographie

### Albums
Entre 2012 et 2024, Bart&Baker ont sorti 20 albums et 65 singles ou EPs.
Une vingtaine de titres se sont classés dans le top 100 de Beatport.

### Compilations (réalisation)
- Volumes 3 à 8 de la série Electro Swing pour Wagram Music (entre 2009 et 2016)
- Rare Swing & Rare Jazz (2019)[7]
- Rare Soul (2021)[8]
- Electro Swing Party Volume 1 (2018)[7] 2 (2019) et 3 (2020)
- Electro Swing New Generation (2017)
- Best of Electro Swing by Bart&Baker (2016)
- Deep House Tribute by Bart&Baker (2016)
- City Lounge 1.2 (2015)
- Saint-Germain-des-Prés Café : Vintage Mix by Bart&Baker (2012)
- Burlesque Swing (2011)
- Swing Party (2010)
- Electro Swing Tribute (2017)
- Bart&Baker Around the World : Calypso is like so (2022)
- Bart&Baker It's Mambo Time (2022)

### Compilation (titres sélectionné parmi une cinquantaine de sélections)
- Buddha Bar "Greatest Hits" : Atlantida (Atom Smith Remix)

- Buddha Bar 20 years : Windows of the world (Timo Jahns remix)
- Buddha Bar  Best Of Ravin : Stop Googling me (rogan remix)
- Buddha Bar XVII : What Can I do for you (Nicola Conte remix)
- Claude Challe "Music for my friends" vol 8 : Windows of the world (Chris Coco remix)
- Claude Challe "Music for my friends" vol 9 : Dead Air (mikalogic remix)

### Remixes officiels
- Parov Stelar clap your hands
- Caro Emerald My 2 cents
- Caravan Palace Dramophone
- Dimitri from Paris Sacré Français
- Paris Combo Goodbye Pinochio
- Gabin Dou uap Dou uap
- The Puppini Sisters Supercalifragilisticexpialidocious & Dance Dance Dance
- Dimie Cat Ping Pong
- Take Five Geraldine's routine
- Soviet Suprem, French Romance
- Scott Bradlee's Postmodern Jukebox : Thrift Shop & Careless Whisper.
- In-grid Sois italien
- Louie Austen They can't take that away from me & Mosquito (with Club 27)
- The Manhattan Transfer, Swing Balboa & Twilight Zone / Twilight Tone

## Collaborations artistiques

### Interprètes
- L'actrice Julie Gayet qui a prêté amicalement sa voix sur la reprise de "J'veux du soleil"[9] sorti sur leur Best of en Décembre 2017
- L'actrice Laetitia Eido a commencé sa carrière de chanteuse avec le duo[10].
- L'acteur Pierre Santini a interprété plusieurs titres du duo dont la version Electro Swing de "Via Con Me" du crooner italien Paolo Conte
- La chanteuse Haylen a prêté sa voix sur le titre It's in her heels[11].
- La chanteuse Clémentine a interprété plusieurs de leurs titres regroupés dans l'album "Clémentine sings Bart&Baker"
- La chanteuse Nicole Rochelle a interprété plusieurs de leurs titres regroupés dans l'album "Nicole Rochelle sings Bart&Baker"
- Le chanteur Ashley Slater a interprété plusieurs de leurs titres regroupés dans l'album "Ashley Slater sings Bart&Baker"
- La chanteuse américain Salena Jones a interprété une chanson originale du duo.

### Commandes de label
- Bob Sinclar a commandé pour la série Africanism un titre intitulé Satchmo's tears[12] et sorti en 2014.

### Vidéastes
- Le photo-reporter de guerre Martin Middlebrook a prêté ses clichés au Clip "Amico"
- Le photographe Valentin Perrin a réalisé et imaginé la vidéo du clip "Invincible"
- Le réalisateur primé Jethro Massey a collaboré à 3 reprises avec le duo
- Le photographe Ali Mahdavi a réalisé le clip vidéo de la chanson Downloaded[13].
- L'artiste vidéaste française Véronique Hubert a conçu les vidéos des chansons Stop Googling Me et Ma petite Tonkinoise.
- L'artiste vidéaste française Geneviève Hervé[14] connue sous le nom Ginevra H a conçu le film Miss Liberty France[15] en hommage au 130e anniversaire de la statue de la Liberté en incorporant leur titre Swing you Winners.

## Émissions radiophoniques
Depuis 2013, Bart&Baker réalisent chaque semaine une sélection musicale de deux heures présentant des classiques et nouveautés en swing, électro jazz et électro swing, pour la station de radio FM, Jazz Radio. D'abord intitulée Happy Hour, l'émission après 130 épisodes fut rebaptisée Swing Party. Elle est diffusée tous les samedis entre 23h et 1h du matin.
De 2020 à 2022 ils ont produit pour la station Crooner Radio une Crooner Radio Dancefloor Party diffusée chaque vendredi entre 23h00 et 1h00.

## Huffington Post
Depuis 2014, Bart&Baker dispose d'une chronique sur le site français du Huffington Post. Ils y traitant avec humour des coulisses du marché de la musique. Parmi les thèmes traités "Les leçons que l'industrie musicale pourrait tirer de la mort de David Bowie" , "Que reste-t-il comme parades aux Djs qui pratiquent avec sincérité leur art"...

## Festivals & événements
- Production des soirées mensuelles "Le Bal Swing" à l'Elysées Biarritz en 2010 et 2012[19]
- Participation officielle au festival de musique électronique Tomorrowland entre 2011 et 2023.
- Participation à la première édition de Lollapalooza Paris
- Participation officielle au festival français de musique électronique Calvi On The Rocks en 2007 et 2014[20].
- Participation officielle aux festivals britanniques Bestival en 2011, LoveBox en 2012, Glastonbury en 2014 & Boomtown Fair en 2015.
- Participation officielle aux festivals américains Bounce en 2013 & Electric Forest en 2015.
- Participation à l'édition 2016 et 2023 du Festival Belge La Semo[21]

## Utilisation des musiques en publicité et télévision et au Music Hall
- Le titre Badaboum est apparu dans une publicité télévisée pour la marque espagnole Chocolatium[22]